# Populaire wetenschap

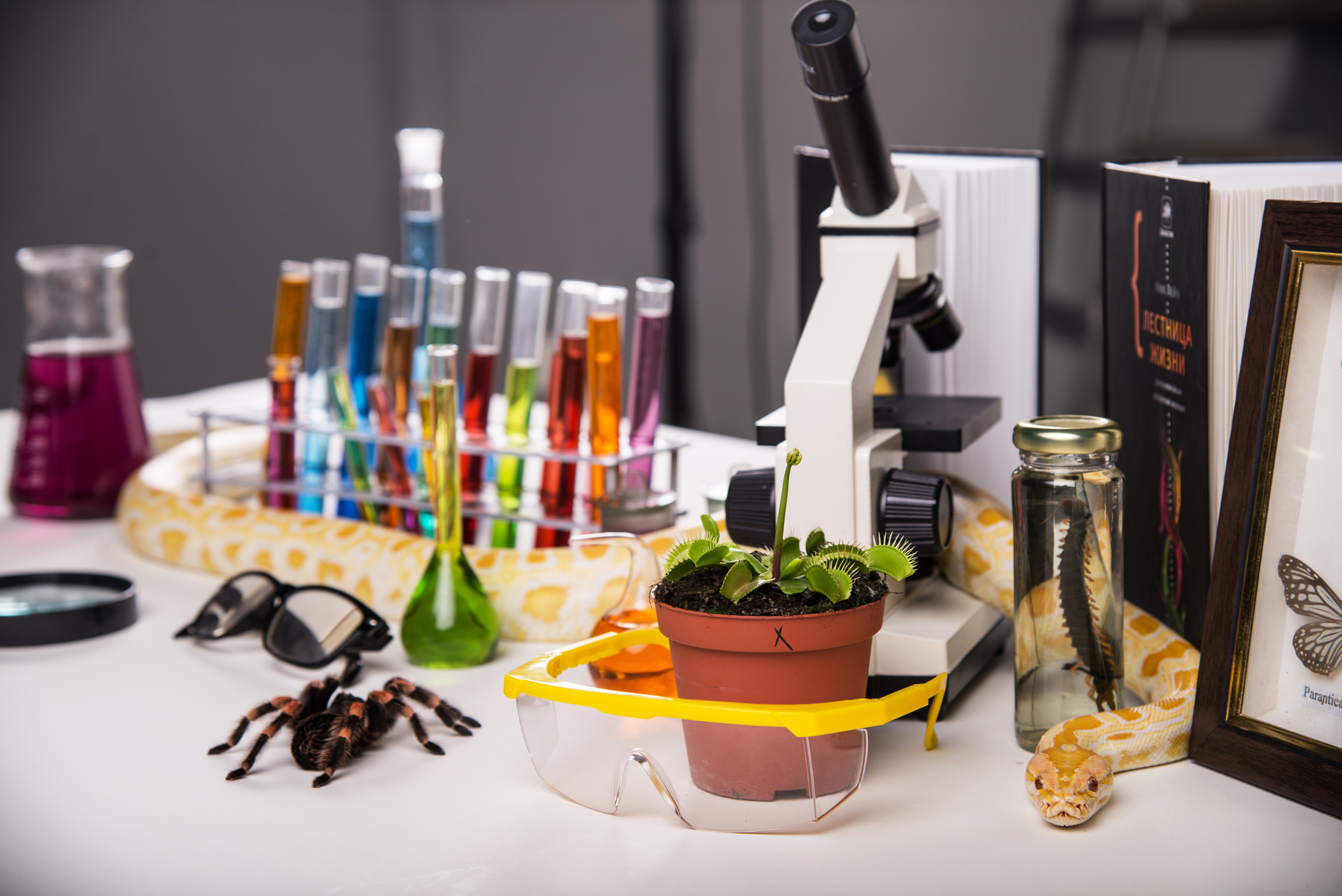
Onderzoekstafel van een bioloog

Populaire wetenschap stelt zich ten doel onderwerpen uit de wetenschap en techniek op een vereenvoudigde, maar toch zo volledig mogelijke wijze voor te stellen aan brede lagen van de bevolking. 
Wetenschap duidelijk trachten te maken voor een groot publiek, buiten het kader van het reguliere onderwijs, heet wetenschapspopularisering of kortweg popularisering. Men gebruikt hiervoor alle mogelijke media zoals boeken, tijdschriften, tv-programma's, films, blogs en podcasts. Ook vinden openbare lezingen in onderwijsinstellingen plaats (onder meer met de Open Universiteit als organisator) en tentoonstellingen in specifieke musea met ruimte voor interactieve opstellingen.

## Tijdschriften
Wetenschapsjournalisten maken er hun beroep van om wetenschappelijk nieuws aan het grote publiek te presenteren. Vaak schrijven ze artikelen voor populairwetenschappelijke tijdschriften zoals in het Engelse taalgebied National Geographic en New Scientist. In Nederland en België zijn bekende tijdschriften Kijk, Quest, Eos, Wetenschap in beeld en de Nederlandstalige versies van New Scientist en National Geographic. Speciaal voor de jeugd is er ook nog het tijdschrift Zo Zit Dat.

## Websites
Populair-wetenschappelijke tijdschriften bieden ook artikelen online aan, zoals National Geographic, New Scientist, Kijk, Wetenschap in beeld en Quest. Daarnaast hebben algemene nieuwssites als De Volkskrant en Nu.nl een uitgebreide wetenschapsrubriek. Er zijn ook specialistische populair-wetenschappelijke nieuwssites en blogs, zoals Scientias.nl. ScienceGuide, Faqt en Kennislink. Ook websites in andere talen zijn toegankelijker, doordat men teksten steeds beter kan laten vertalen door Google Translate.

## Wetenschappers
Veel wetenschappers proberen zelf hun werk in eenvoudige termen uit te leggen. 
Geleerden die hun theorieën populair-wetenschappelijk hebben uitgelegd zijn onder vele anderen Albert Einstein en Stephen Hawking.
Evolutiebioloog Richard Dawkins bekleedde van 1995 tot 2008 aan de Universiteit van Oxford een leerstoel om wetenschap aan het grote publiek duidelijk te maken; hij werd opgevolgd door wiskundige Marcus du Sautoy. 
Andere popularisators van wetenschap zijn, of waren, op internationaal vlak: Carolyn Porco, Carl Sagan, Ian Stewart, Neil deGrasse Tyson, Bill Nye, 
in Nederland: Midas Dekkers, Robbert Dijkgraaf, Bas Haring, Vincent Icke, Wouter Klootwijk, Kitty Nijmeijer, Chriet Titulaer, Frans de Waal en 
in België: Gerard Bodifée, Lieven Scheire, Kris Verburgh en Etienne Vermeersch.

## Televisie
Televisiezenders die met populaire wetenschap verbonden worden, zijn National Geographic Channel en Discovery Channel. Een Nederlands televisieprogramma op dit gebied is Het Klokhuis, bedoeld voor de jeugd. Atlas (NTR) is de opvolger van De Kennis van Nu. De omroepstichting Teleac heeft van popularisering haar handelsmerk gemaakt.

## Musea
Een wetenschapsmuseum stelt stukken tentoon, meestal interactieve modellen, die het publiek inzicht bieden in wetenschap en techniek. Het in 1989 opgedoekte Evoluon verrichtte op dit punt pionierswerk in de Lage Landen. Thans zijn NEMO in Nederland en Technopolis in Vlaanderen publiekstrekkers. Internationaal zijn onder meer het Palais de la découverte in Parijs, het Deutsches Museum in München, het Science Museum in Londen en de Smithsonian Institution in Washington toonaangevend.

## Volkssterrenwacht
Een volkssterrenwacht vulgariseert de sterrenkunde door voor iedereen zonder onderscheid uiteenzettingen te geven en waarnemingsmomenten te organiseren, meestal in de periodes dat er iets met spektakelwaarde aan de hemel gebeurt. Men kan daar ook inschrijven op een jaarlijks lidmaatschap .